# Euxootera fletcheri
Euxootera fletcheri là một loài bướm đêm trong họ Noctuidae.